# Apteropeoedes
Apteropeoedes is een geslacht van rechtvleugeligen uit de familie Euschmidtiidae. De wetenschappelijke naam van dit geslacht is voor het eerst geldig gepubliceerd in 1903 door Bolívar.

## Soorten
Het geslacht Apteropeoedes omvat de volgende soorten:
- Apteropeoedes ankarafantsika Descamps, 1971
- Apteropeoedes betrokae Descamps, 1971
- Apteropeoedes centralis Descamps, 1971
- Apteropeoedes dentifer Descamps, 1971
- Apteropeoedes elegans Descamps, 1964
- Apteropeoedes himana Descamps, 1974
- Apteropeoedes indigoferae Descamps, 1964
- Apteropeoedes inermis Descamps, 1964
- Apteropeoedes marmoratus Descamps & Wintrebert, 1965
- Apteropeoedes monsarrati Descamps, 1971
- Apteropeoedes nigroplagiatus Bolívar, 1903
- Apteropeoedes pygmaeus Descamps, 1964
- Apteropeoedes rostratus Descamps, 1971
- Apteropeoedes tridens Descamps, 1974
- Apteropeoedes variabilis Descamps, 1971
- Apteropeoedes wintreberti Descamps, 1964